# Marash Kumbulla
Marash Kumbulla, né le 8 février 2000 à Peschiera del Garda en Italie, est un footballeur international albanais qui évolue au poste de défenseur central au RCD Majorque, en prêt de l'AS Rome.

## Biographie

### Hellas Verone
Né à Peschiera del Garda dans la province de Vérone en Italie, Marash Kumbulla est formé par l'Hellas Vérone, qu'il rejoint à l'âge de 8 ans. Marash Kumbulla joue son premier match en professionnel le 12 août 2018, lors d'une rencontre de coupe d'Italie face au Calcio Catane. Son équipe s'incline par deux buts à zéro ce jour-là. L'Hellas évolue en Serie B lorsqu'il fait ses débuts en professionnels, et il joue son premier match de championnat le 27 décembre 2018 lors de la victoire face à l'AS Cittadella (4-0). Il ne joue que deux matchs cette saison-là, mais à l'issue de celle-ci l'Hellas parvient à remonter en première division.
Kumbella découvre la Serie A, l'élite du football italien, lors de la saison 2019-2020. Il joue son premier match dès la première journée, en étant titularisé en défense centrale face au Bologne FC (1-1). Le 5 octobre 2019, il inscrit son premier but en professionnel, en ouvrant le score de la tête lors d'une rencontre de championnat face à la Sampdoria Gênes. Son équipe s'impose sur le score de deux buts à zéro ce jour-là. Cette réalisation fait de lui le premier défenseur né en 2000 à marquer un but en Serie A.
Faisant partie des révélations de la saison 2019-2020 en Italie, son transfert est pressenti pour l'été 2020 où il pourrait devenir le plus gros transfert de l'histoire de l'Hellas Vérone.

### AS Rome
Courtisé par de nombreux clubs européens, dont la Juventus de Turin qui semble proche de l'enrôler en juin 2020, Marash Kumbulla s'engage finalement en faveur de l'AS Rome, le 17 septembre 2020, en prêt avec option d'achat obligatoire de 30 millions d'euros, et un contrat courant jusqu'en juin 2025. Il joue son premier match le 27 septembre 2020, face à la Juventus, en Serie A. Il est titulaire et les deux équipes se neutralisent (2-2). Avec la Roma il découvre également la coupe d'Europe, jouant son premier match de Ligue Europa le 22 octobre 2020 contre les Young Boys de Berne. Titulaire ce jour-là, il se fait remarquer en donnant la victoire à son équipe d'un but de la tête sur une passe décisive d'Henrikh Mkhitaryan. Il s'agit donc à la fois de son premier but dans la compétition et son premier pour la Roma également, qui s'impose par deux buts à un. Kumbulla se blesse au genou à la fin du mois de mars 2021 avec sa sélection et est absent pour plusieurs semaines.
Le 20 janvier 2022 il se fait remarquer en coupe d'Italie face à l'US Lecce en inscrivant le but égalisateur de la tête. Son équipe finit par s'imposer par trois buts à un,.

### Prêt à Sassuolo
Le 1er février 2024, lors du dernier jour du mercato hivernal, Marash Kumbulla est prêté jusqu'à la fin de la saison à l'US Sassuolo.

### En équipe nationale
Marash Kumbulla représente l'équipe d'Albanie des moins de 17 ans pour un total de neuf matchs joués entre 2015 et 2016.
Marash Kumbulla honore sa première sélection avec l'équipe nationale d'Albanie le 14 octobre 2019, en entrant en jeu en fin de match contre la Moldavie. Son équipe s'impose par quatre buts à zéro ce jour-là.
Il est retenu dans la liste des 26 joueurs albanais du sélectionneur Sylvinho pour participer à l'Euro 2024.

## Statistiques
| Saison                | Club                  | Championnat           | Championnat | Championnat | Championnat | Coupe(s) nationale(s) | Coupe(s) nationale(s) | Coupe(s) nationale(s) | Compétition(s) continentale(s) | Compétition(s) continentale(s) | Compétition(s) continentale(s) | Compétition(s) continentale(s) | Total | Total | Total |
| Saison                | Club                  | Division              | M.          | B.          | P.d.        | M.                    | B.                    | P.d.                  | Comp.                          | M.                             | B.                             | P.d.                           | M.    | B.    | P.d.  |
| 2018-2019             | Hellas Vérone         | Série B               | 1           | 0           | 0           | 1                     | 0                     | 0                     | -                              | -                              | -                              | -                              | 2     | 0     | 0     |
| 2019-2020             | Hellas Vérone         | Série A               | 25          | 1           | 0           | 1                     | 0                     | 0                     | -                              | -                              | -                              | -                              | 26    | 1     | 0     |
| Sous-total            | Sous-total            | Sous-total            | 26          | 1           | 0           | 2                     | 0                     | 0                     | -                              | -                              | -                              | -                              | 28    | 1     | 0     |
| 2020-2021             | AS Rome               | Série A               | 21          | 1           | 0           | 1                     | 0                     | 0                     | C3                             | 6                              | 1                              | 0                              | 28    | 2     | 0     |
| 2021-2022             | AS Rome               | Série A               | 17          | 0           | 0           | 2                     | 1                     | 0                     | C4                             | 9                              | 0                              | 0                              | 28    | 1     | 0     |
| 2022-2023             | AS Rome               | Série A               | 7           | 0           | 0           | 2                     | 0                     | 0                     | C3                             | 3                              | 1                              | 0                              | 12    | 1     | 0     |
| Sous-total            | Sous-total            | Sous-total            | 45          | 1           | 0           | 5                     | 1                     | 0                     | -                              | 18                             | 2                              | 0                              | 68    | 4     | 0     |
| Total sur la carrière | Total sur la carrière | Total sur la carrière | 71          | 2           | 0           | 7                     | 1                     | 0                     | -                              | 18                             | 2                              | 0                              | 96    | 5     | 0     |

## Palmarès
AS Rome
- Ligue Europa Conférence (1) :
  - Vainqueur : 2022.
- Ligue Europa (0)
  - Finaliste : 2023.